# Voldemārs Žins
Voldemārs Žins (auch Vladimirs Žins, * 12. Februarjul. / 25. Februar 1905greg. in Liepāja; † 17. August 1962 ebenda) war ein lettischer Fußballspieler.

## Karriere und Leben
Voldemārs Žins wurde in Liepāja als Sohn eines aus Polen stammenden Vaters und einer Mutter aus Litauen geboren. In seinem späteren Leben war er verheiratet und hatte mit seiner Ehefrau eine Tochter. In den 1930er Jahren arbeitete er in einer Fabrik in Liepāja. Nach dem Ende seiner Karriere als Fußballer arbeitete er an einer Tankstelle und war später als Angestellter im Straßenverkehrsamt von Liepāja tätig.
Er begann seine Fußballkarriere als Mitglied von LNJS Liepāja, einem Verein des Lettischen Nationalen Jugendverbands. 1925 wechselte Žins zu Olimpija Liepāja. Mit dem Verein wurde er fünfmal lettischer Meister (1927–1929, 1933, 1936). Žins war viele Jahre lang ein sehr wichtiger Spieler im Angriff von Olimpija, obwohl er kein großer Torjäger war. Im Juli 1927 debütierte er für die Lettische Fußballnationalmannschaft gegen Litauen. Bei seinem Debüt gelang ihm als erster Fußballspieler in der Geschichte der lettischen Nationalmannschaft ein Hattrick, als er drei Tore beim 6:3-Sieg erzielte. Bis 1931 absolvierte er noch neun weitere Länderspiele und erzielte zwei Tore. 1929, 1930 und 1931 nahm er mit Lettland am Baltic Cup teil. Nachdem er mit Olimpija 1936 den fünften Meisterschaftstitel gewonnen hatte, beendete er seine Spielerkarriere.
Er starb 1962 in Liepāja im Alter von 57 Jahren, als er versuchte mit seinem Boot auf der Insel Zirgu (Pferdeinsel) im Libauer See anzulegen und stürzte.

## Erfolge
mit Olimpija Liepāja:
- Lettischer Meister (5): 1927, 1928, 1929, 1933, 1936